# Jessenia Meneses
Pour les articles homonymes, voir Meneses et González.
Meneses  González est un nom espagnol. Le premier nom de famille, en général paternel, est Meneses ; le second, en général maternel, souvent omis, est González.
Jessenia Alejandra Meneses González, née le 19 juin 1995 à Medellín, (département d'Antioquia), est une coureuse cycliste colombienne. Elle court sur route et sur piste.

## Biographie
Jessenia Meneses s'illustre en 2013 dans la catégorie des juniors (moins de 19 ans). Elle devient  championne panaméricaine du contre-la-montre et se classe quatrième des mondiaux. 
En 2014, elle rejoint l'équipe lituanienne Forno d’Asolo-Astute, avec qui, elle participe au Tour d'Italie qu'elle termine à la 49e place. En fin de saison, elle est sélectionnée aux championnats du monde de Ponferrada, où elle se classe à 19 ans, à la 36e place. Entre 2016 et 2018, elle est membre de l'équipe Argentine Weber Shimano Ladies Power. En avril 2016, elle est douzième et meilleure jeune de la Joe Martin Stage Race.
Lors de la saison 2019, elle signe avec la formation américaine Team Illuminate. Elle décroche plusieurs tops 10, notamment aux championnats nationaux et sur le Tour de Colombie. Elle est également cinquième du Tour de Taiyuan en Chine.
Elle rejoint ensuite l'équipe de club Colombia Tierra de Atletas, avec qui, elle prend la huitième place du Tour de Colombie 2021. En 2022, Colombia Tierra de Atletas devient une équipe UCI, ce qui lui permet de participer au Tour d'Italie pour la deuxième fois. En 2023, elle est notamment quatrième du Gran Premio Ciudad de Eibar et sixième du championnat de Colombie sur route. La saison suivante, elle signe avec l'équipe espagnole Laboral Kutxa-Fundación Euskadi. Pour ses couleurs, elle termine troisième du championnat de Colombie sur route. Sur piste, elle est plusieurs fois championne de Colombie.

## Palmarès sur route

### Par années
- 2013
  -  Championne panaméricaine du contre-la-montre juniors
  - 4e du championnat du monde sur route juniors
- 2024
  - 3e du championnat de Colombie sur route
- 2025
  - 2e du Tour de Colombie

### Résultats sur les grands tours

#### Tour d'Italie
- 2014 : 49e
- 2022 : 92e

### Classements mondiaux
| Année                                 | 2016 | 2017 | 2018 | 2019 | 2020 | 2021 | 2022 | 2023 | 2024 |
| ------------------------------------- | ---- | ---- | ---- | ---- | ---- | ---- | ---- | ---- | ---- |
| Classement UCI                        | 337e | nc   | 631e | 563e | nc   | 955e | 478e | 309e | 475e |
| UCI World Tour                        | nc   | nc   | nc   | nc   | nc   | nc   | 197e | nc   | nc   |
|                                       |      |      |      |      |      |      |      |      |      |
| Légende : nc = non classéSource : UCI |      |      |      |      |      |      |      |      |      |

## Palmarès sur piste
- 2014
  - 2e de la poursuite par équipes
- 2017
  - 2e de la poursuite par équipes
  - 3e de l'américaine
- 2018
  - 2e de la poursuite par équipes
- 2021
  -  Championne de Colombie de poursuite par équipes
  - 2e de l'américaine
- 2023
  -  Championne de Colombie de poursuite par équipes
  -  Championne de Colombie de course aux points
- 2024
  -  Championne de Colombie de poursuite par équipes